# Rue d'Édimbourg (Paris)
Pour les articles homonymes, voir Rue d'Édimbourg.
La rue d'Édimbourg est une voie du 8e arrondissement de Paris. Elle commence au 59,  rue de Rome et se termine rue du Rocher.

## Origine du nom
Le nom de la rue fait référence à la ville d'Édimbourg, capitale de l'Écosse. La rue fait partie d'un groupe de rues du 8e arrondissement qui portent chacune le nom d'une grande ville européenne (dont de nombreuses capitales) autour de la place de l'Europe.

## Historique
Cette voie ouverte en 1870 prend sa dénomination actuelle par un arrêté du 1er février 1877.
Le 11 octobre 1914, durant la Première Guerre mondiale, le no 24 rue d'Edimbourg est touché lors d'un raid effectué par des avions allemands.

## Bâtiments remarquables et lieux de mémoire
- No 9 : ancien siège du Syndicat professionnel des industries électriques.
- No 11 : au début du XXe siècle, il y avait à cette adresse une patinoire, le Skating Palace[2], remplacée en 1928 par le central téléphonique Laborde.
- No 15 : abritait le bureau parisien de l'Imprimerie alençonnaise fondée par Auguste Poulet-Malassis qui édita notamment, entre mars 1921 et l'été 1924, la revue mensuelle d'avant-garde L'Œuf dur.
- No 20 : une plaque commémorative rappelle qu'ici a vécu Adolphe Boschot, musicographe et critique musical, spécialiste de Berlioz.
- No 26 : le peintre Claude Monet y a vécu.

## Sources
- Félix de Rochegude, Promenades dans toutes les rues de Paris : VIIIe arrondissement, Paris, Hachette, 1910 (lire en ligne).